# María de la Cueva y Toledo
María de la Cueva y Toledo (Cuéllar, ¿?-Madrid, 19 de abril de 1566) fue una dama castellana de la Casa de Alburquerque, destacada por su cargo de camarera mayor de la reina Isabel de Valois, y por su papel de mecenas junto a su marido Juan Téllez-Girón, el Santo, IV conde de Ureña.

## Biografía
Nacida en el castillo de Cuéllar, fue hija de Francisco Fernández de la Cueva y Mendoza, II duque de Alburquerque, y de su segunda esposa, Francisca Álvarez de Toledo, hija del I duque de Alba, fue hermana de Beltrán, III duque de Alburquerque, de Luis, capitán de Carlos V, de Bartolomé, cardenal y virrey de Nápoles, y de Diego, mayordomo de Carlos V, entre otros.
Siendo soltera fue dama de la emperatriz Isabel de Portugal, y ocupando dicho cargo contrajo matrimonio con Juan Téllez-Girón, el Santo, IV conde de Ureña, llevado a cabo conjuntamente una serie de fundaciones tanto religiosas como civiles. Destacan las fundaciones en Osuna: la iglesia de Santo Domingo (1531), el convento de San Francisco (1532), la iglesia de San Pedro (1533) y el convento de Santa Ana, la Colegiata de Osuna con la pequeña iglesia de San Juan junto ella (1534), el convento del Santísimo Calvario (1536), la ermita de Santa Mónica (1548), el convento de la Esperanza, la Universidad de Osuna (1548) y el Hospital de la Encarnación (1549). Otras fundaciones son los conventos de Santo Domingo (1531) y de las Mínimas (1551) en Archidona, la iglesia de Nuestra Señora de la Victoria (1551) en Arahal y el convento de Caños Santos (1542) en Olvera.
Quedando viuda en 1558, el rey Felipe II de España la nombró camarera mayor de su mujer, la reina Isabel de Valois, cargo que ocupó hasta su muerte, acaecida en el Palacio Real de Madrid el 19 de abril de 1566, habiendo tenido seis hijos de su matrimonio con el conde de Ureña:
- Pedro Téllez-Girón y de la Cueva (1537-1590), V conde de Ureña,[3] I duque de Osuna.[1]
- Leonor Girón y de la Cueva (n. Osuna, 25 de abril de 1536), murió en la infancia.[3]
- Francisca Girón y de la Cueva, murió en la infancia.[3]
- Leonor Girón y de la Cueva, casada con Pedro Fajardo y Fernández de Córdoba, marqués de los Vélez.[3]
- María Girón y de la Cueva (m. Nájera, 1 de agosto de 1562), casada con Juan Esteban Manrique de Lara Acuña y Manuel, IV  duque de Nájera.[3]
- Magdalena Girón y de la Cueva, casada con Jorge de Lencastre, II duque de Aveiro.[3]